# 湾仔

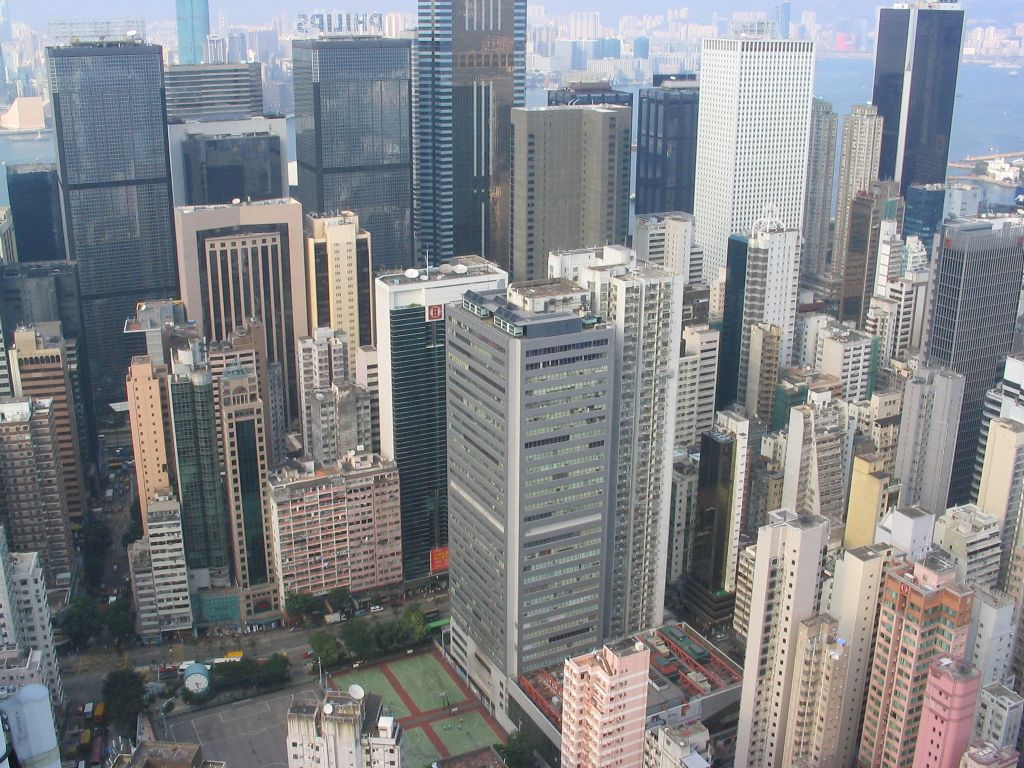
湾仔に林立する高層ビル

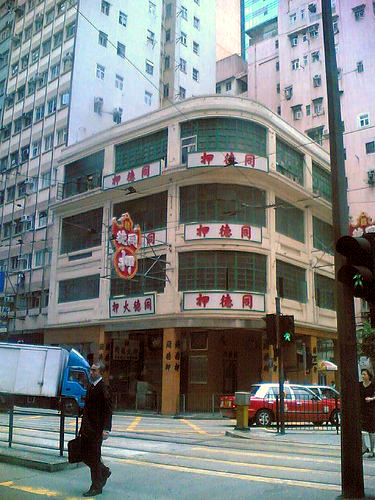
軒尼詩道

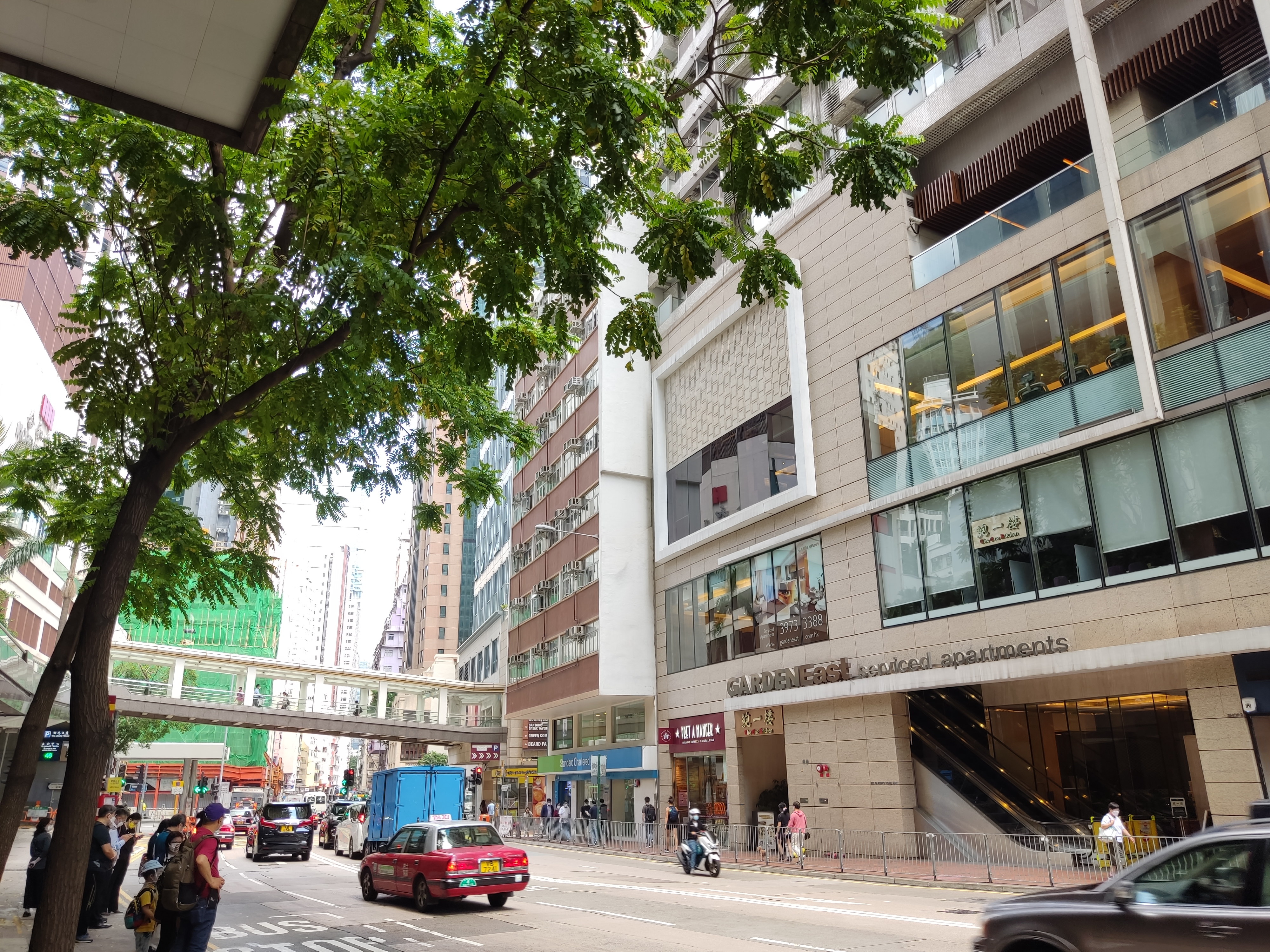
皇后大道東

湾仔（わんし、広東語読み: ワンツァイ、英: Wan Chai ワンチャイ）は、香港島中心部の、商業、住宅、官庁街である。香港18区では、もっとも平均所得水準の高い湾仔区に属する。ビジネス街中環、大商業地区銅鑼湾にはさまれた地区である。
香港の出入境事務を行う入境事務大楼は、ここ湾仔にある。この他、警察本部・税務当局など、隣接する中環と並んで香港の政治の中枢が多くここ湾仔に集まっている。
また、香港コンベンション・アンド・エキシビション・センターはここにある。亀の甲羅をイメージした建物が海にせり出すように立っている。
その一方で、いまや幹線道路の地位は軒尼詩道（ヘネシーロード）や告士打道（グロースターロード）などにとって代わられたものの、昔ながらの幹線道路である皇后大道東（クイーンズロードイースト）や、トラムが通っている、荘士敦道（ジョンストンロード）沿いには、香港特有のごちゃごちゃした商店街、住宅街が広がり、下町の様相を見せている。ここでは、道に所狭しとテントが張られ、市が建ち多くの人でにぎわっている。
また高台の山の方には、高級住宅地が広がっている。これが灣仔の平均所得を押し上げている。
交通は、MTR港島線の同名の駅があるほか、トラムやバス、九龍からは尖沙咀のフェリー便がある。